# Potamanthidae
Potamanthidae is een familie van haften (Ephemeroptera).

## Geslachten
De familie Potamanthidae omvat de volgende geslachten:
- Anthopotamus McCafferty & Bae, 1990
- Potamanthus Pictet, 1843
- Rhoenanthus Eaton, 1881